# Banka (Cameroun)
Pour les articles homonymes, voir Banka (homonymie).
Banka est une commune du Cameroun située dans la région de l'Ouest et le département du Haut-Nkam.

## Historique
Banka (nka) signifie lumière; la lumière qui éclaire les gens. Banka est l'une des plus anciennes dynasties de l'Ouest du Cameroun et le plus important du département du Haut-Nkam.

## Géographie
La ville de Banka, part orientale de l'agglomération Bafang-Banka est située sur la route nationale 5 (axe Douala-Bafoussam) à 58 km au sud-ouest du chef-lieu régional Bafoussam.

## Population
Lors du recensement de 2005, la commune comptait 12 264 habitants, dont 8 153 pour Banka Ville.

## Chefferie

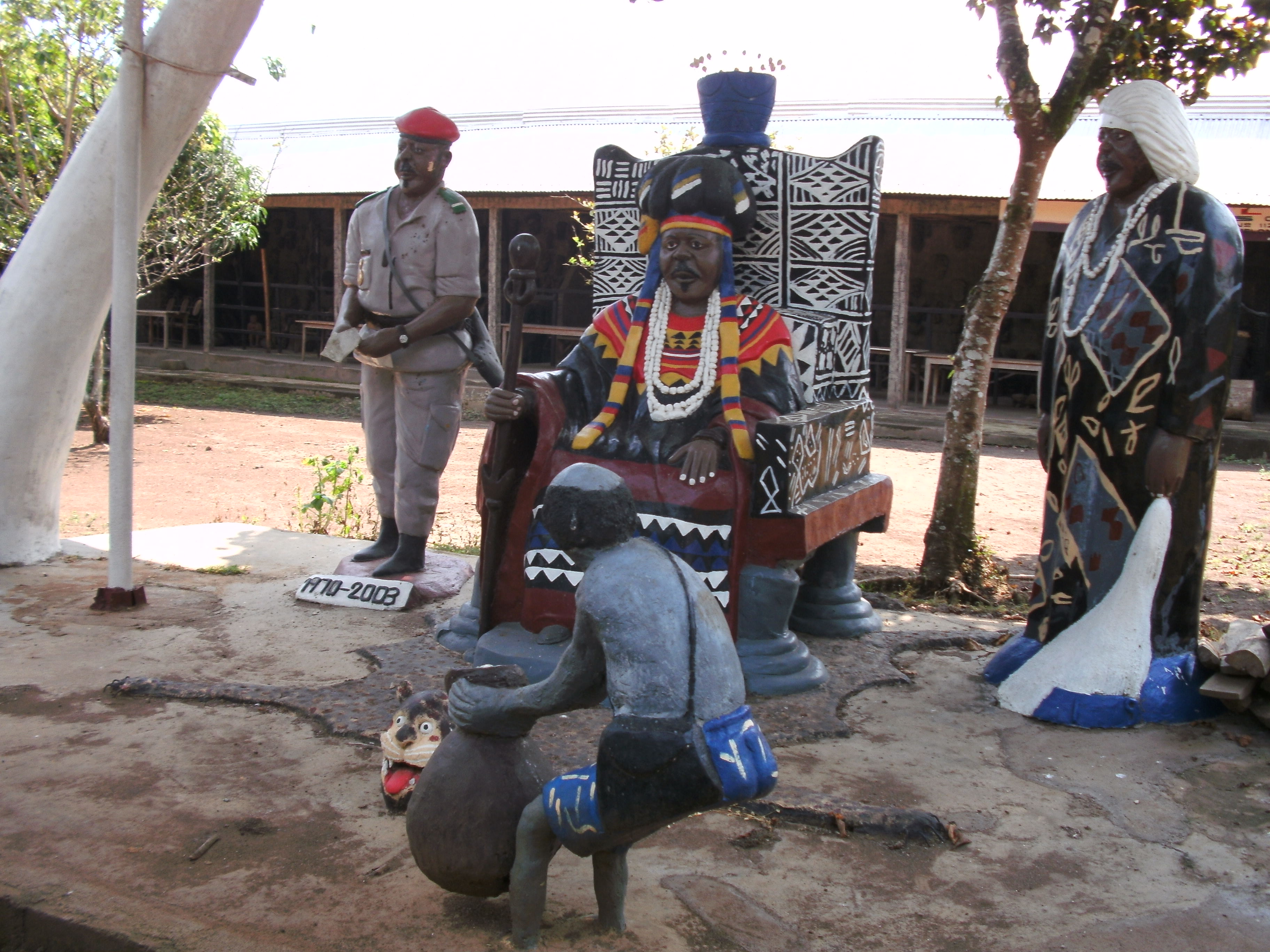
Représentation de la cour royale.
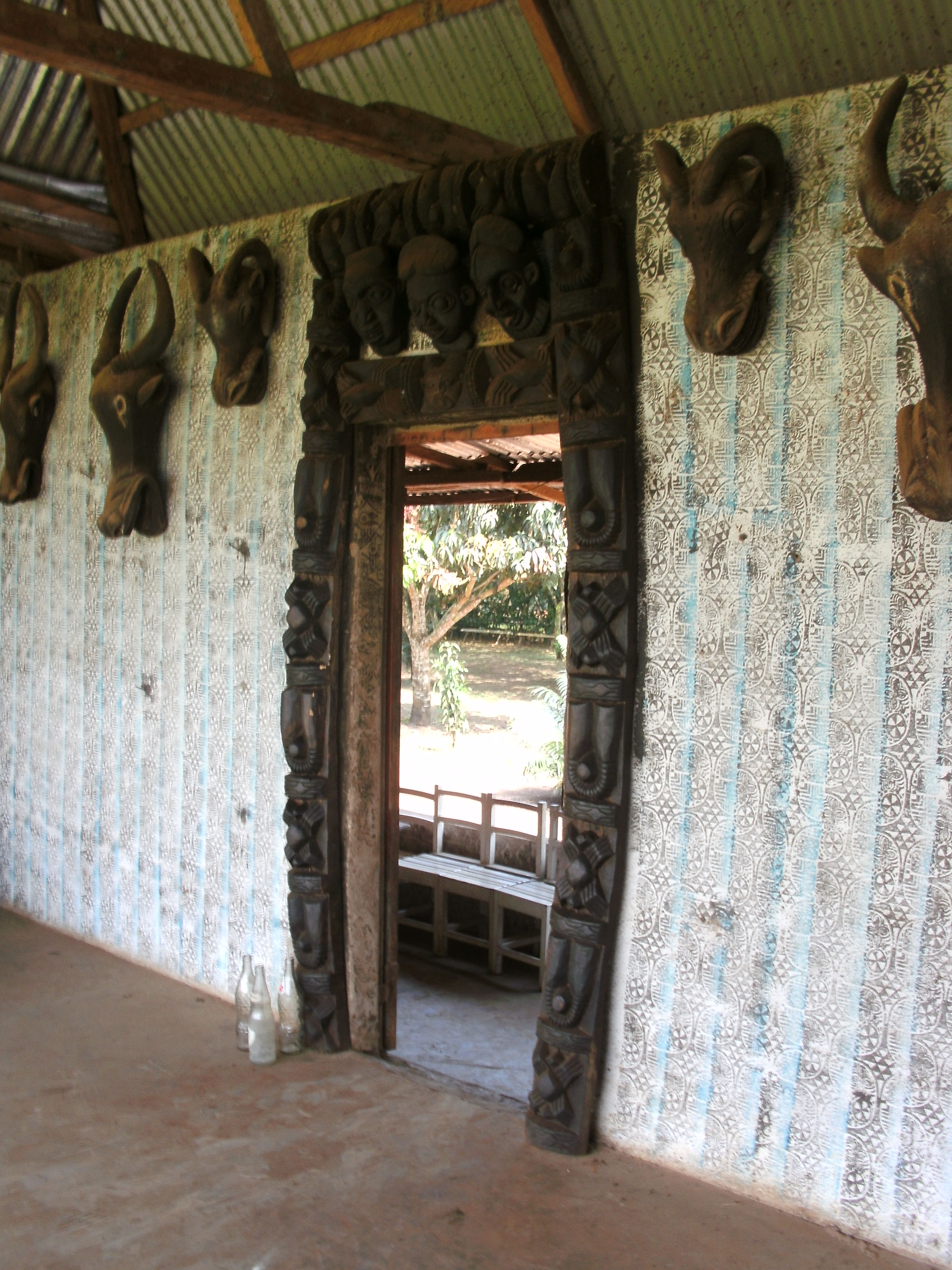
Cadres sculptés de portes.
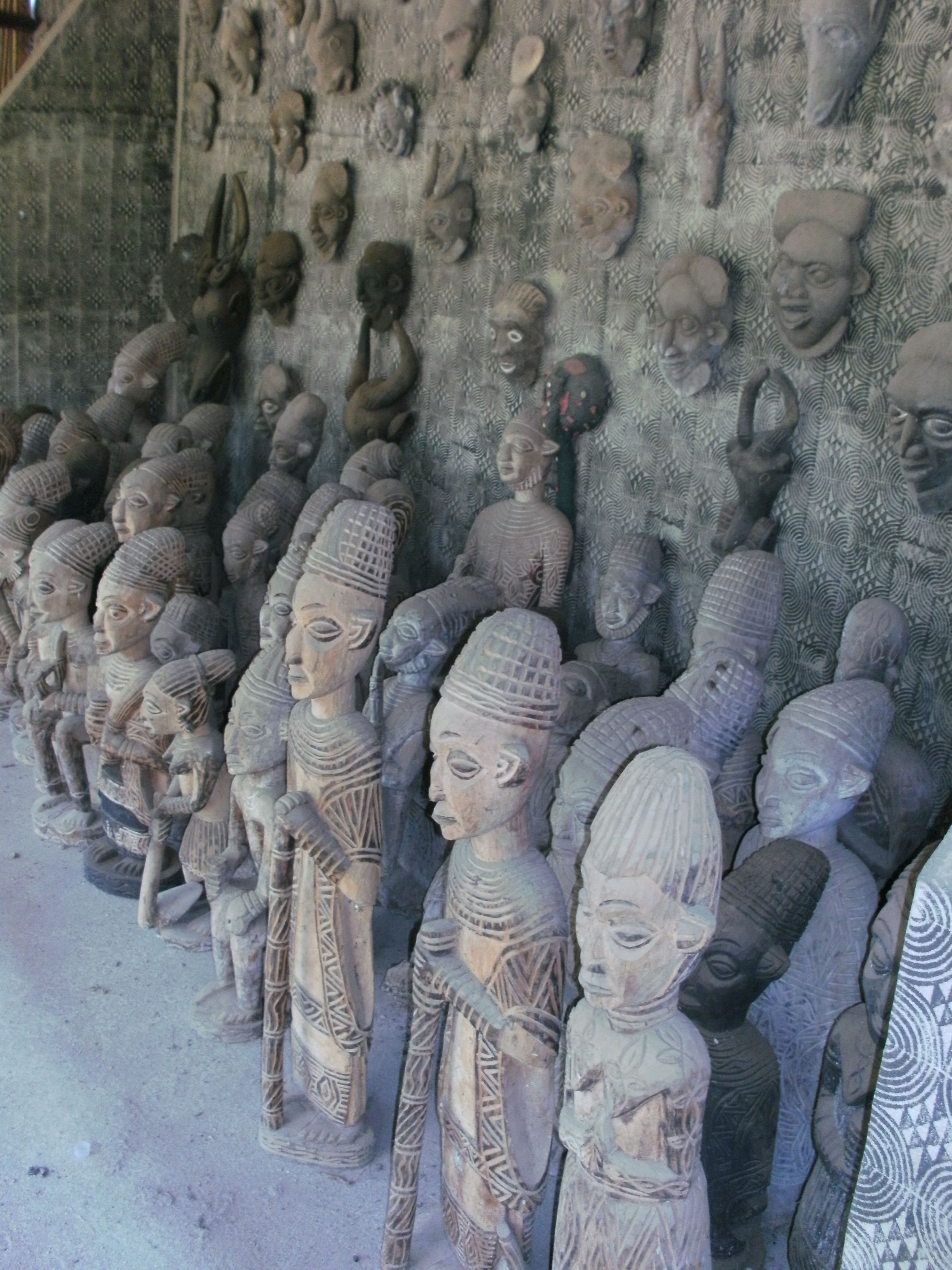
Sculptures à usages cultuels..
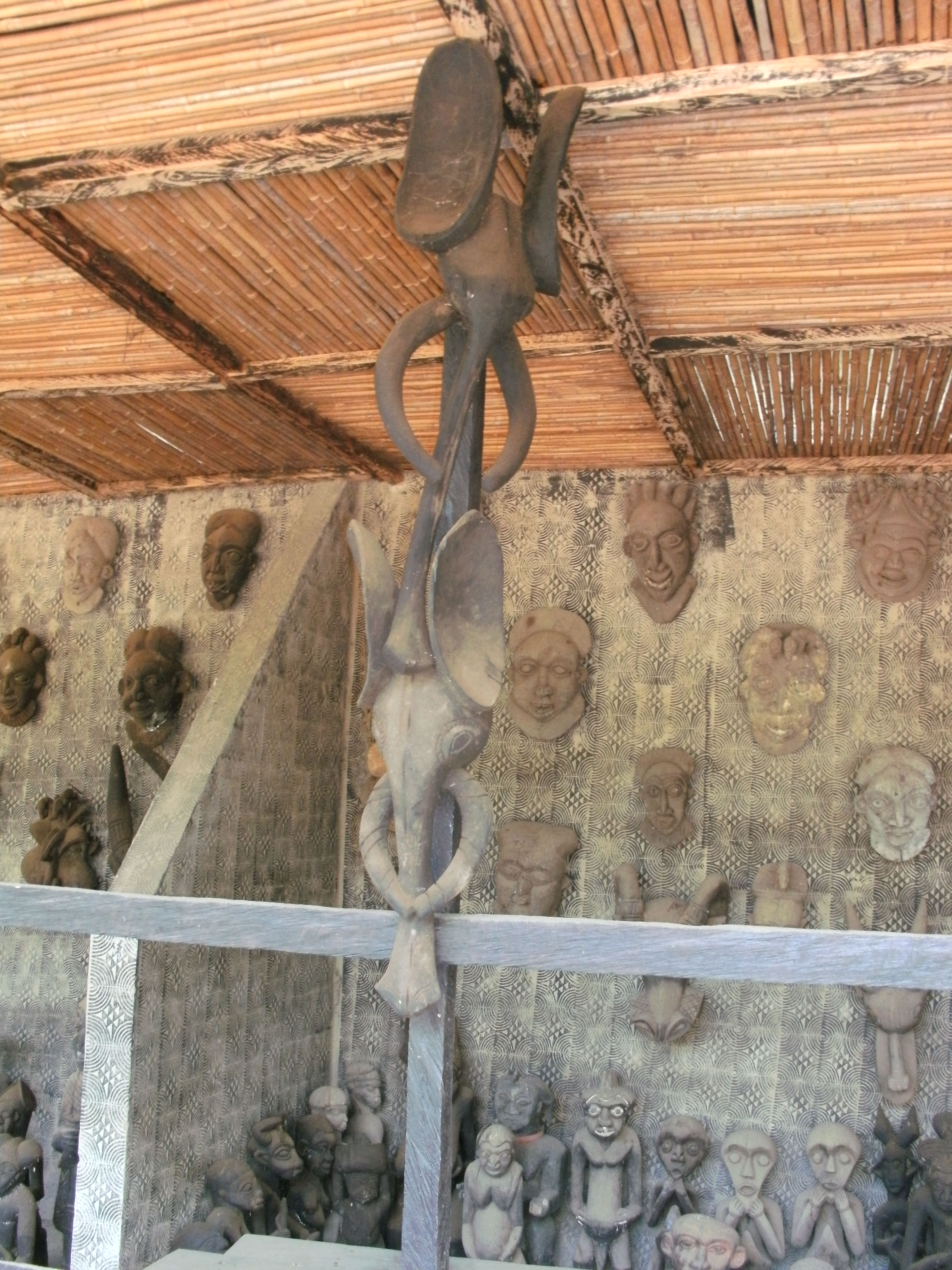
Sculptures à usages cultuels.
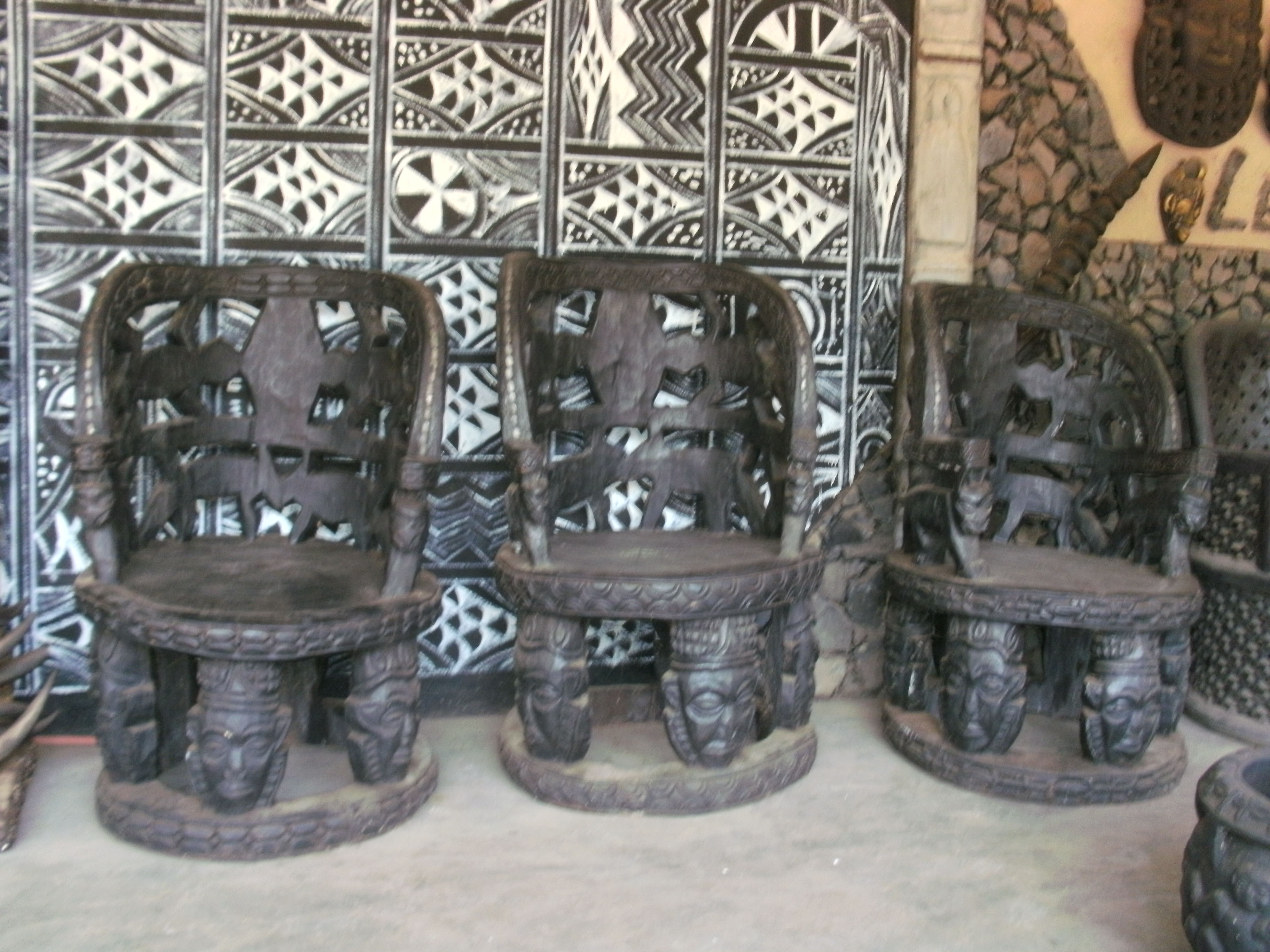
Trônes.

### Dynastie des rois
Depuis sa création, la chefferie Banka a connu une succession de 12 rois, à savoir :
1. Fo Kwahoum
2. Fo Emhi
3. Fo Mouaffi
4. Fo Yossa
5. Fo Kamlok
6. Fo Nitcheu I
7. Fo Tientcheu I
8. Fo Djomgoué
9. Fo Tientcheu II
10. Fo Kouemo
11. Fo Nitcheu II
12. Fo Monkam Tiencheu David
13. Fo Monkam Toukam Paul Arnaud

## Structure administrative de la commune
Outre la ville de Banka proprement dite, la commune comprend les villages suivants  :
- Badoumka
- Baboaté
- Banfeko
- Banfelouk
- Folentcha
- Fongoli

Bagondak

## Histoire

### Maquis
Lors de l’attaque meurtrière menée le 29 novembre 1959 par plusieurs centaines de maquisards contre l’hôpital Ad-Lucem de Banka, le père Gilles Heberlé,, prêtre français de cette paroisse, fut assassiné et sa tête tranchée,, par le chef maquisard nommé Manga. 
Lors d'un interrogatoire d'André Weladji, arrêté à Bafang au cours d’une patrouille menée dans le groupement Baboutcha-Nitcheu le 9 février 1960, il révèle avoir enveloppé le « butin » dans une étoffe blanche avant de le mettre dans un seau qu’il avait ensuite amené au maquis de Douala-Ville, un maquis des environs de Bafang.

## Personnalités liées à la ville
- Françoise Puene, femme d'affaires camerounaise.
- Anatole Kameni, homme d'affaires et militant de l'UPC, né à Banka vers 1918.
- Victor Kanga, homme politique, né à Banka en 1931.